# Rachel Kuske
Pour les articles homonymes, voir Kuske.
Rachel Ann Kuske (née en 1965) est une mathématicienne appliquée canado-américaine, professeure titulaire de la chaire de mathématiques au Georgia Institute of Technology. 

## Formation et carrière
Kuske a obtenu son doctorat en mathématiques appliquées de l'Université Northwestern en 1992. Sa thèse, Analyse asymptotique d'équations d'ondes aléatoires, a été supervisée par Bernard J. Matkowsky. De 1997 à 2002, elle est professeure adjointe puis professeure agrégée à l'Université du Minnesota. Ses domaines d'expertise sont la dynamique stochastique et non linéaire, la modélisation mathématique, les méthodes asymptotiques et les mathématiques industrielles,.

## Prix et distinctions
Kuske a reçu une bourse Sloan en 1992 et une chaire de recherche du Canada en 2002. 
En 2011, Kuske a reçu le prix Krieger-Nelson de la Société mathématique du Canada, décerné à une femme exceptionnelle en mathématiques au Canada.
En 2015, elle est devenue fellow de la Society for Industrial and Applied Mathematics « pour ses contributions à la théorie de la dynamique stochastique et non linéaire et à son application, ainsi que pour la promotion de l'équité et de la diversité en mathématiques ».